# Vilmos Halpern
Vilmos Halpern (Boedapest, 12 februari 1910 –  Brussel, 27 september 1969) was een Hongaars voetbaltrainer.

## Biografie
Vilmos Halpern was de zoon van Chaim Wolf Halpern en Sara Izrael. Hij trouwde op 1 december 1937 met Antje Postma. In 1957 vestigde hij zich in Canada.
Hij beweerde in Hongarije bij Ungaria Boedapest gespeeld te hebben alsook in Wenen en beweerde tevens zeven maal voor het Hongaars voetbalelftal gespeeld te hebben. Naar eigen zeggen moest hij op twintigjarige leeftijd vanwege blessures stoppen en werd hij trainer.
In Nederland stond hij bij vele clubs voor een korte periode onder contract, onder meer bij Ajax, NOAD, PEC Zwolle en Holland Sport. Halpern dikte zijn curriculum vitae soms flink aan en werd in 1954 bij Schalke '04 na één proeftraining betrapt op leugens.

## Getrainde clubs
- Alemannia Aachen (1933)[7]
- VV VOS (1934)
- Heerlen Sport[8] (1934)
- SC Aachen (1935)
- RFC Roermond (1936)
- LAC Frisia 1883[9] (1937)
- LSC 1890[10] (1937)
- VV HSC (1937/38)[11]
- VV Hoogezand (1937/38)
- VUC (1939/40)
- ASV Apeldoornse Boys[12] (07/08-1940)
- Ajax (1940/41)[13]
- De Volewijckers (1940/42)
- N.E.C. (1941)
- NOAD (1941)[14]
- VV DOS[15] (1942)
- PEC Zwolle (1943)[16]
- RKVV Wilhelmina (1943)[17]
- SCH[18] (1944)
- SCE (1945)[19]
- RCS La Forestoise (1946- )[20]
- US Dudelange (1948)[21]
- FC Grenchen[22] (1950-01/51)
- Istanbulspor (1953)
- HPC Den Haag ´54 (1954)[23]
- Holland Sport (1954-55)[24]
- AC Bellinzona (1955-56)